# Ancita varicornis
Ancita varicornis là một loài bọ cánh cứng trong họ Cerambycidae.